# Sewellia medius
Sewellia medius är en fiskart som beskrevs av Nguyen 2005. Sewellia medius ingår i släktet Sewellia och familjen grönlingsfiskar. Inga underarter finns listade i Catalogue of Life.